# Herman av Kärnten

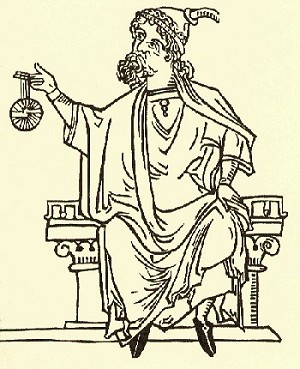
Herman av Kärnten

Herman av Kärnten, född cirka 1100, död 1160, var en filosof, astrolog, astronom, matematiker, översättare, och författare under tidig medeltid.

## Biografi
Herman av Kärnten föddes cirka 1100 i Istrien som vid den tiden tillhörde grevskapet Karantanien. Han blev känd under många namn: Hermannus Dalmata, Hermannus Sclavus, Hermannus Secundus, Hermannus de Carinthia m.fl.
Sin utbildning påbörjade han i ett benediktinkloster i Istrien. Därefter reste han till Chartres och Paris och studerade naturkunskap, filosofi och astronomi under ledning av Thierry av Chartres. Tillsammans med sin studiekamrat, Robert av Ketton, företog han en resa till Orienten (1135-1138) och studerade arabisk vetenskap i Konstantinopel och Damaskus. När han kom tillbaka till Europa, fortsatte han sina studier vid översättningsskolan i Toledo under ledning av Peter Venerabilis.

## Eftermäle
Asteroiden 10421 Dalmatin är uppkallad efter honom.

## Verk
Herman av Kärnten har översatt och tolkat cirka femton arabiska vetenskapsverk till latin. De har spelat en avgörande roll i utvecklingen av den tidiga västliga vetenskapen, inte minst eftersom de arabiska källorna bevarat den antika grekiska vetenskapen.
Hans mest kända verk är ”De essentiis” (1143), en tolkning av arabisk aristotelism och platonism enligt Chartres-skolans filosofi. Bland hans översättningar kan nämnas Euklides ”Elementa” (utgiven i svensk språkdräkt först 1744), Ptolemaios ”Planisphere”, Abu Ma’Shar’s ”A General Introduction to Astronomy” och Koranen. Islams allt större utbredning oroade dåtidens kristna Europa. Herman av Kärnten bidrog till att öka förståelsen för islam och dess kultur.

### Fotnoter
1. ↑  Angelicums bibliotekskatalog, Angelicum författar-ID: 37019.[källa från Wikidata]
2. ↑  Tjeckiska nationalbibliotekets databas, NKC-ID: js20211108778, läst: 19 december 2022.[källa från Wikidata]
3. ↑  ”Minor Planet Center 10421 Dalmatin” (på engelska). Minor Planet Center. https://www.minorplanetcenter.net/db_search/show_object?object_id=10421. Läst 4 juni 2023.
4. ↑  ”Introduction to Astronomy, Containing the Eight Divided Books of Abu Ma'shar Abalachus”. World Digital Library. 29 april 1506. http://www.wdl.org/en/item/2998/. Läst 15 juli 2013.